# Elettromotrici della linea 3 della metropolitana di Milano
Le elettromotrici della linea 3 della metropolitana di Milano, conosciute anche come Tradizionali, sono delle elettromotrici di tipo metropolitano in uso sulla Linea 3 della Metropolitana di Milano. Furono costruite in due lotti distinti dal 1989 al 2004.

## Differenze tra lotti
1º lotto (1989-1990): motrici serie 8000 e rimorchiate serie 9000
- Non intercomunicante, velette a matrice di punti, porte ad aria.
- Motrici da 8001 a 8068: inverter GTO-VVVF ABB
- Motrici da 8069 a 8080: inverter GTO-VVVF Hitachi

2º lotto (2003-2004): motrici serie 8100 e rimorchiate serie 9100
- Intercomunicante, dotato di aria condizionata, velette a LED arancioni, porte elettriche.
- Motrici con inverter GTO-VVVF ABB

## Caratteristiche tecniche
Il sistema di trazione è elettrico con alimentazione in corrente continua a 1 500 V tramite linea aerea di contatto, ed è basato su moduli inverter che alimentano motori asincroni trifase.
I treni del 1º lotto utilizzano due diversi modelli di inverter: le motrici da 8001 a 8068 utilizzano un inverter GTO-VVVF prodotto dall'ABB, sistema precedentemente sperimentato sui treni del 5º lotto "inverter" entrati in servizio sulla Linea 2 nel 1987.
Le motrici da 8069 a 8080 (solitamente distinte come "Le Socimi", per via del loro costruttore) utilizzano un inverter GTO-VVVF prodotto in Giappone dalla Hitachi.
Le motrici con inverter diversi non sono compatibili tra di loro per via del sistema di controllo dello stesso: una UdT con inverter ABB non può viaggiare accoppiata con una con inverter Hitachi.
Le elettromotrici del 2º lotto, introdotte dal 2003 in occasione del prolungamento a Maciachini, sono tornate a utilizzare l'inverter ABB.
I motori di tutte e tre le sottoserie sono asincroni trifase, del tipo 4ELA2035, di produzione Ansaldo, ABB e Marelli.
La frenatura di servizio è elettropneumatica (con recupero e rinvio dell'energia in linea oppure con dissipazione mediante reostato), mentre per la frenatura di emergenza si usano dei pattini elettromagnetici posizionati sui carrelli.
I treni sfruttano il sistema di segnalamento e regolazione della circolazione tipo LZB 700M in uso sulla Linea 3, che permette un funzionamento semiautomatico, detto ATO: in modalità automatica, l'operato del conducente si limita ad aprire e chiudere le porte in stazione, e dare il "consenso di marcia" al sistema mediante la pressione di un apposito pulsante - dopodiché il treno procede automaticamente alla stazione successiva, rispettando le indicazioni di circolazione date dal sistema LZB, mentre il conducente ne vigila l'operato, col compito di intervenire tempestivamente in casi di emergenza non rilevabili dal sistema automatico.
I conducenti dispongono comunque di un banco di manovra completo, e possono passare alla condotta manuale in ogni momento durante il viaggio, rimanendo sotto la supervisione del sistema LZB, che passa a fornire una funzione di tipo ATP.
La condotta manuale è anche utilizzata in accesso e uscita dal deposito di San Donato, in quanto solo il tratto "di piena linea" é equipaggiato con LZB.
Vengono utilizzati in unità di trazione (UdT) a composizione bloccata, formate da due elettromotrici con cabina inquadranti una rimorchiata senza cabina (M+R+M).
In totale ogni UdT ha una capacità di 654 posti, di cui 112 a sedere. Nell'esercizio regolare le UdT vengono accoppiate formando composizioni di sei carrozze; inizialmente, nei periodi di scarsa frequentazione (prima mattina e tarda sera), circolavano anche UdT singole.
I mezzi costruiti sono ancora tutti in uso ad eccezione di 2 UdT di produzione Fiat con inverter ABB, rimaste coinvolte in un allagamento nel 2010 presso la fermata di Sondrio e non sono tornate in servizio, e delle 6 UdT del primo lotto di produzione Socimi con inverter Hitachi, che sono state radiate.

| Serie | Lotto    | Anno    | Numerazione | Tipo | Quantità | Costruttore  | Note                      |
| ----- | -------- | ------- | ----------- | ---- | -------- | ------------ | ------------------------- |
| 8000  | 1º lotto | 1989-90 | 8001 ÷ 8028 | M    | 28       | Stanga       | Inverter ABB              |
| 8000  | 1º lotto | 1989-90 | 8029 ÷ 8054 | M    | 26       | Fiat         | Inverter ABB              |
| 8000  | 1º lotto | 1989-90 | 8055 ÷ 8068 | M    | 14       | Breda        | Inverter ABB              |
| 8000  | 1º lotto | 1989-90 | 8069 ÷ 8080 | M    | 12       | Socimi       | Inverter GTO-VVVF Hitachi |
| 9000  | 1º lotto | 1989-90 | 9001 ÷ 9014 | R    | 14       | Stanga       |                           |
| 9000  | 1º lotto | 1989-90 | 9015 ÷ 9027 | R    | 13       | Fiat         |                           |
| 9000  | 1º lotto | 1989-90 | 9028 ÷ 9034 | R    | 7        | Breda        |                           |
| 9000  | 1º lotto | 1989-90 | 9035 ÷ 9040 | R    | 6        | Socimi       |                           |
| 8100  | 2º lotto | 2003-04 | 8101 ÷ 8110 | M    | 10       | AnsaldoBreda | Inverter ABB              |
| 9100  | 2º lotto | 2003-04 | 9101 ÷ 9105 | R    | 5        | AnsaldoBreda |                           |

## Interni
I treni hanno gli interni di colore azzurro chiaro, i sedili bianchi ed i pali di sostegno gialli: l'utilizzo di questi colori chiari fu deciso per dare agli interni un aspetto più brillante e moderno rispetto ai treni delle linee 1 ed 2, che avevano gli interni grigi.
Su tutti i treni, ai due lati delle velette indicatrici interne, sono presenti degli indicatori luminosi a forma di freccia che indicano il lato di apertura delle porte nella stazione in cui si sta per arrivare. Tali indicatori furono installati anche sui treni del 6º lotto della linea 2, ma mai utilizzati.

Nel corso dell'estate del 2018 si è iniziato a revisionare i treni del 1º lotto in servizio; l'intervento ha visto la sostituzione dell'illuminazione, la riverniciatura dell'interno del comparto passeggeri, la sostituzione dei vetri lato intercomunicante con un modello non apribile, la revisione ed il rinnovamento degli azionamenti delle porte e delle velette a matrice di punti e l'installazione del sistema per la diffusione degli annunci vocali che indicano le fermate ed altre informazioni di servizio. Tale revisione è effettivamente la prima modifica o rinnovamento che è stato eseguito sui treni dalla loro entrata in servizio nel 1990.

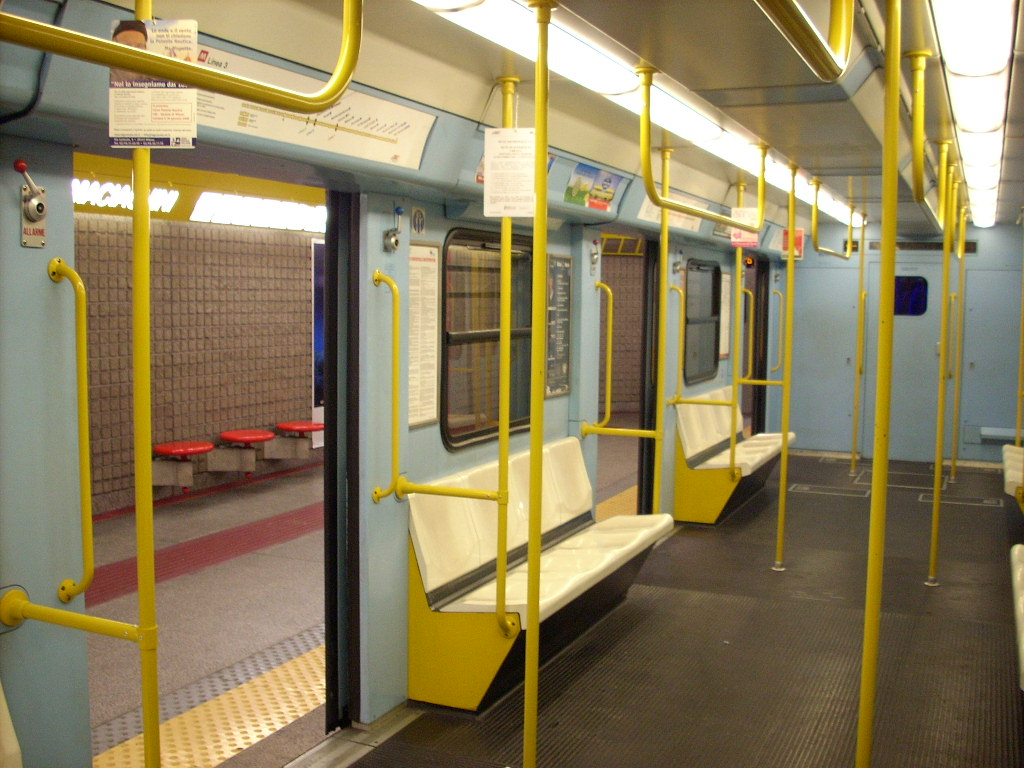
Interno di un treno Serie 8000 allo stato d'origine.

## Storia
Originariamente i treni della linea 3 vennero pensati per essere in tutto e per tutto identici ai treni delle linee 1 e 2 ma dotati delle tecnologie più moderne esistenti all'epoca; in seguito si decise invece di dargli un aspetto molto più moderno, con un frontale aerodinamico e una luminosa livrea bianca con filetti neri e una fascia gialla, pur mantenendo molti componenti dei loro predecessori (in particolare le porte pneumatiche e l'impostazione generale). 
40 UdT (20 convogli) furono consegnati tra il 1989 e il 1990, costruiti da un consorzio di aziende, che comprendeva l'OMS, la Breda, la Fiat e la Socimi, con componentistica elettronica dell'ABB e della Hitachi. 
Nel 2003-2004, in occasione dell'apertura della tratta Zara-Maciachini, sono entrati in servizio i treni del 2º lotto, in apparenza molto simili a quelli del 1º lotto (dalla quale riprendono l'aspetto esterno e interno) ma dotati di indicatori a LED gialli, carrozze intercomunicanti, climatizzazione ed azionamento delle porte elettrico anziché pneumatico.
Sono anche presenti dei pulsanti per l'apertura individuale delle porte, ma normalmente non vengono utilizzati poiché le porte vengono aperte direttamente dal conducente del treno.
In tutto sono entrate in servizio 5 unità di trazione di seconda serie (la cui numerazione va da 8101 a 8110 per le motrici e da 9101 a 9105 per le rimorchiate); solitamente viaggiano distribuite in due convogli di due UdT del secondo lotto accoppiate fra loro ed un terzo convoglio con una UdT del secondo lotto accoppiata con una UdT del primo lotto. 
Inizialmente entrambe le serie non avevano il numero della motrice dipinto sul frontale, che fu aggiunto in seguito.

## Curiosità
- Una scena del film Anni 90 (1992) è ambientata sulla rimorchiata n. 9029.[6]
- Il video musicale del brano Siamo soli di Vasco Rossi (2001) è girato per la maggior parte su un treno della linea 3, sulla cui veletta è scritto "Stupido hotel", il nome dell'album da cui la canzone è tratta.[7]
- Questi treni sono particolarmente apprezzati dagli appassionati di ferrovie giapponesi per via della loro spiccata somiglianza con gli elettrotreni serie 207 della JR East[8] in particolar modo le motrici con inverter Hitachi, il cui suono è molto simile a quello di diversi GTO-VVVF presenti su treni giapponesi, tra cui proprio quelli della serie 209.